# Leyton House Racing
Leyton House Racing est une ancienne écurie de Formule 1 et d'Endurance, engagée en Championnat du Japon de sport-prototypes entre 1987 et 1989, aux manches japonaises du Championnat du monde des voitures de sport entre 1987 et 1989, aux 24 Heures du Mans de 1987 à 1989 et en championnat du monde de Formule 1 entre 1990 et 1991. 
En seize engagements au Championnat du Japon de sport-prototypes, l'écurie a pris vingt-deux départs, obtenu 159 points, deux victoires et quatre podiums. 
En cinq engagements au Championnat du monde des voitures de sport, l'écurie a pris six départs et a obtenu comme meilleur classement une quatrième place lors des 24 Heures du Mans 1987. En trois engagements aux 24 Heures du Mans 1987, l'écurie a pris trois départs et a obtenu comme meilleur classement une quatrième place lors des 24 Heures du Mans 1987. 
En trente-deux engagements de Formule 1, l'écurie a pris trente départs, obtenu 8 points et un podium grâce à la deuxième place d'Ivan Capelli au Grand Prix de France 1990.

## Historique

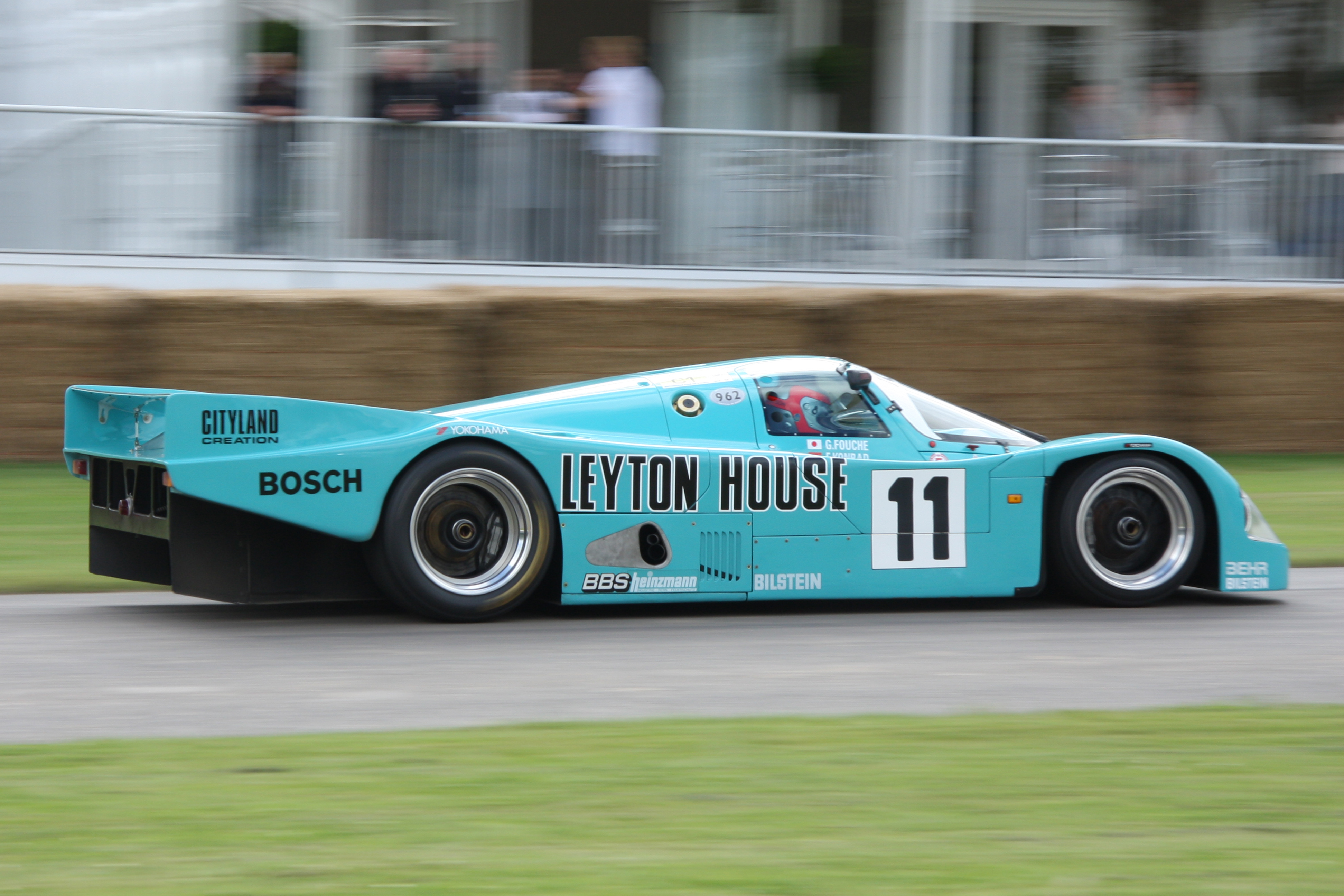
La Porsche 962C de l'écurie Leyton House ayant participé aux 24 Heures du Mans en 1987 et 1988

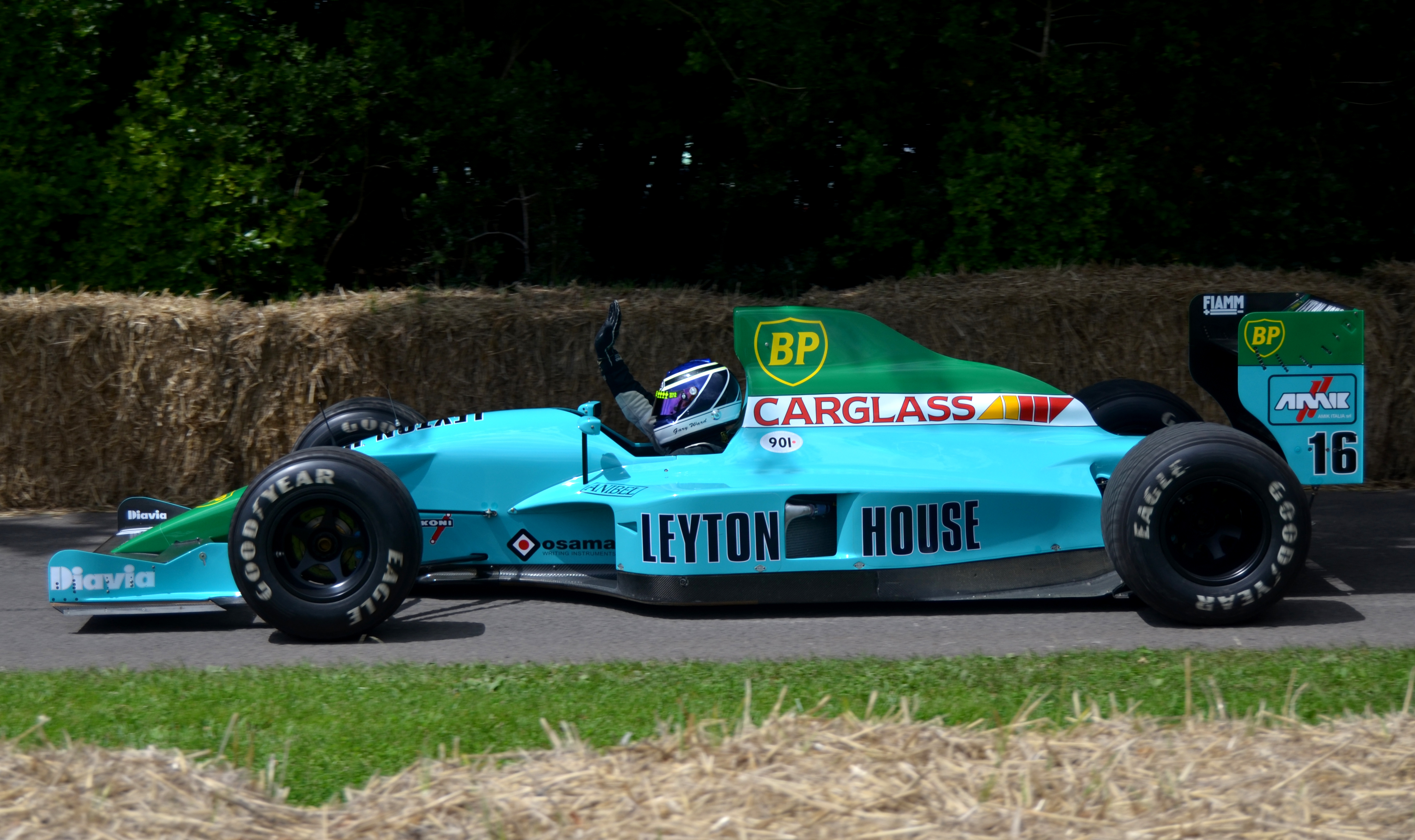
La Leyton House CG901 d'Ivan Capelli en démonstration à Goodwood en 2012

En 1987, l'écurie March Engineering fait son retour en Formule 1 après le désengagement de l'écurie RAM Racing. La société immobilière japonaise Leyton House, dirigée par Akira Akagi, devient alors commanditaire principal de l'écurie. 
En parallèle, un partenariat est conclu avec l'écurie allemande Kremer Racing afin de concourir en championnat du Japon de sport-prototypes, des manches japonaises du Championnat du monde des voitures de sport et aux 24 Heures du Mans. Elle participe a ces épreuves sous différents noms tels que Leyton House Racing Team, Porsche Kremer Racing et Leyton House Kremer avec une Porsche 962 puis une Porsche 962 CK6 et remporte deux victoires en championnat du Japon de sport-prototypes.
En 1990, Leyton House cesse son engagement dans les différents championnats d'Endurance pour se concentrer sur la Formule 1. Elle rachète l'écurie  britannique March Engineering, rebaptisée Leyton House Racing. L'écurie conserve l'Italien Ivan Capelli et le Brésilien Mauricio Gugelmin, le duo de pilotes de l'écurie March depuis 1988. La nouvelle monoplace, baptisée Leyton House CG901 et reprenant la continuité des codes des monoplaces March, est mue par un moteur Judd.

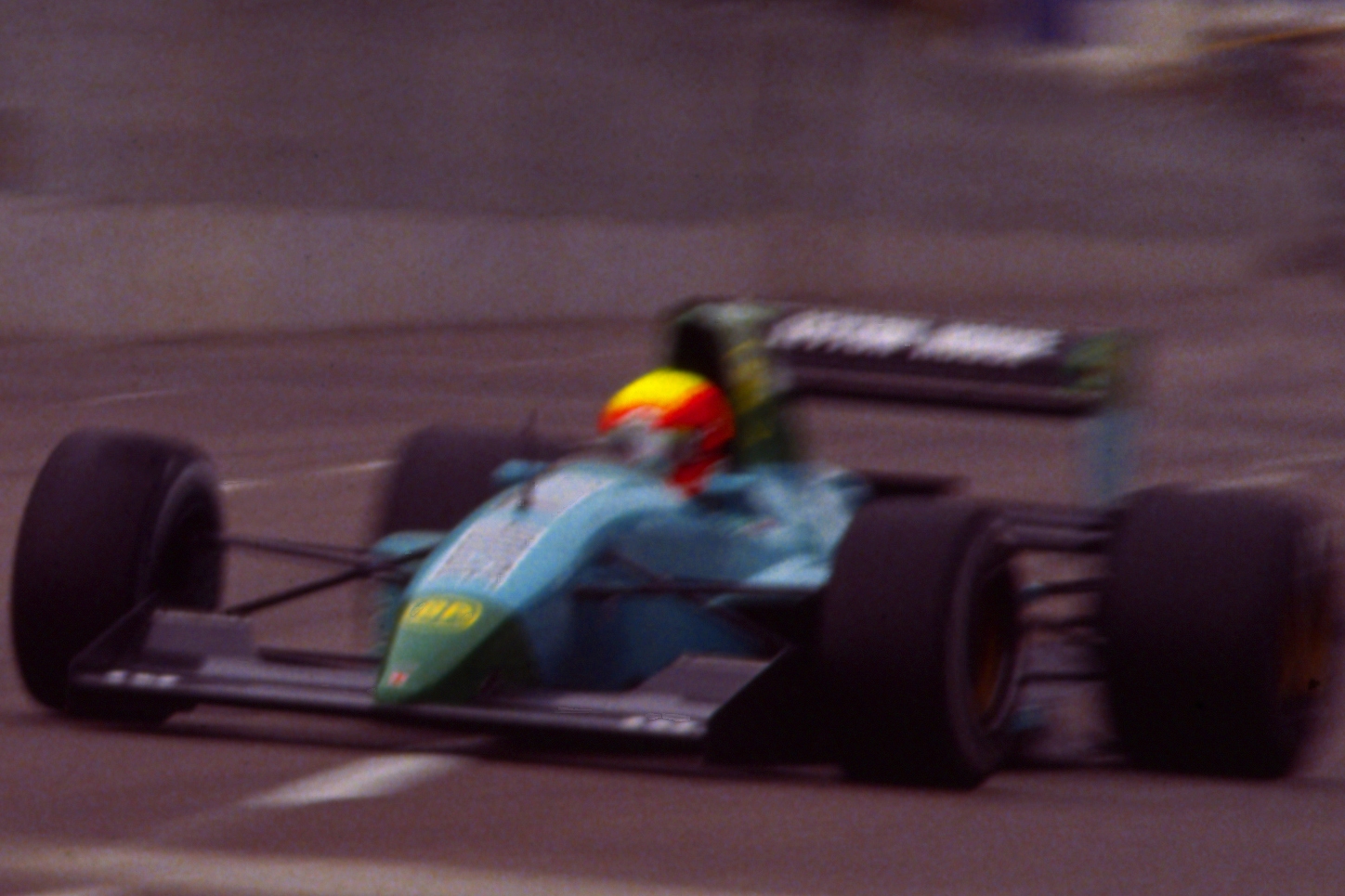
Mauricio Gugelmin à bord de la Leyton House CG911 lors du Grand Prix des États-Unis 1991

Lors de la première course de l'écurie, aux États-Unis, Gugelmin termine quatorzième alors que Capelli abandonne. La première partie de saison sera difficile pour Leyton House qui oscille entre non qualifications et abandons. Cette situation perdure jusqu'au Grand Prix de France, septième manche de la saison, lors de laquelle les deux voitures, qualifiées septième et dixième, se retrouvent momentanément en tête et semblent capables de signer un retentissant doublé. Gugelmin finit cependant par abandonner sur surchauffe moteur, tandis que Capelli doit céder la tête à la Ferrari d'Alain Prost à quelques tours de l'arrivée avoir en avoir passé 45 en tête. Capelli termine deuxième de la course, signant ainsi les premiers points et l'unique podium de l'écurie. Cette performance passée, l'écurie signe jusqu'en fin de saison des résultats anonymes et est victime de la faible fiabilité de la CG901. Toutefois, Gugelmin marque un point en Belgique, et l'écurie se classe septième du championnat.
En 1991, l'écurie conserve son duo de pilotes mais troque son moteur Judd pour un moteur Ilmor. La CG911 se révèle particulièrement fragile, tout comme le nouveau moteur Ilmor, Capelli franchissant la ligne d'arrivée pour la première fois de la saison au Grand Prix de Hongrie, dixième manche de la saison, où il marque le seul point de l'écurie britannique cette saison. En septembre, Akira Akagi est arrêté au Japon à la suite d'un scandale politico-financier, tandis que Capelli quitte l'écurie où il est remplacé par le novice autrichien Karl Wendlinger.
À la fin de la saison 1991, un consortium composé de Gustav Brunner, Bormans Bernard, John Byfield, Henny Vollenberg et Ken Marrable rachètent l'écurie et la rebaptisent de son nom d'origine, March.

## Résultats de Leyton House Racing aux 24 Heures du Mans
| Saison | Écurie                | Châssis        | Moteur                              | Pneus    | Pilotes                                    | Résultat |
| ------ | --------------------- | -------------- | ----------------------------------- | -------- | ------------------------------------------ | -------- |
| 1987   | Porsche Kremer Racing | Porsche 962C   | Porsche Type-935 2,8 l Flat-6 Turbo | Yokohama | George Fouché Franz Konrad Wayne Taylor    | 4e       |
| 1988   | Leyton House Kremer   | Porsche 962C   | Porsche Type-935 3,0 l Flat-6 Turbo | Yokohama | Kris Nissen Harald Grohs George Fouché     | 8e       |
| 1989   | Porsche Kremer Racing | Porsche 962CK6 | Porsche Type-935 3,0 l Flat-6 Turbo | Yokohama | Hideki Okada George Fouché Masanori Sekiya | Abandon  |

## Résultats de Leyton House Racing en Championnat du Japon de sport-prototypes
| Saison | Écurie                   | Châssis        | Moteur                              | Pneus       | Pilotes                                                                 | Manches disputés | Points inscrits |
| ------ | ------------------------ | -------------- | ----------------------------------- | ----------- | ----------------------------------------------------------------------- | ---------------- | --------------- |
| 1987   | Leyton House Racing Team | Porsche 962C   | Porsche Type-935 2,8 l Flat-6 Turbo | Bridgestone | Kris Nissen Volker Weidler Oscar Larrauri                               | 5                | 36              |
| 1988   | Leyton House Racing Team | Porsche 962C   | Porsche Type-935 3,0 l Flat-6 Turbo | Bridgestone | Naoki Nagasaka Kaoru Hoshino Masahiko Kageyama                          | 6                | 24              |
| 1988   | Leyton House Racing Team | Porsche 962CK6 | Porsche Type-935 3,0 l Flat-6 Turbo | Bridgestone | Kris Nissen Harald Grohs Bruno Giacomelli Naoki Nagasaka Oscar Larrauri | 6                | 57              |
| 1989   | Leyton House Racing Team | Porsche 962CK6 | Porsche Type-935 3,0 l Flat-6 Turbo | Bridgestone | Masanori Sekiya Hideki Okada                                            | 5                | 42              |

## Résultats de Leyton House Racing en championnat du monde de Formule 1
| Saison | Écurie              | Châssis            | Moteur    | Pneus    | Pilotes                                        | Grands Prix disputés | Points inscrits | Classement |
| ------ | ------------------- | ------------------ | --------- | -------- | ---------------------------------------------- | -------------------- | --------------- | ---------- |
| 1990   | Leyton House Racing | Leyton House CG901 | Judd V8   | Goodyear | Mauricio Gugelmin Ivan Capelli                 | 14                   | 7               | 7e         |
| 1991   | Leyton House Racing | Leyton House CG911 | Ilmor V10 | Goodyear | Mauricio Gugelmin Ivan Capelli Karl Wendlinger | 16                   | 1               | 12e        |